# Gerardo Ameli
Gerardo Pablo Ameli (Rosario, Santa Fe, Argentina, 18 de septiembre de 1970) es un entrenador de fútbol argentino del Alianza Atlético de Perú.

## Trayectoria
Su corta carrera suma pasos por dos equipos peruanos, Sport Rosario y Deportivo Municipal, y en ese mismo país estuvo en las divisiones inferiores del Sporting Cristal, donde coincidió con Jorge Sampaoli. Al igual que el casildense en su momento, continuó su carrera en Chile, específicamente en Deportes Antofagasta donde logró una histórica clasificación a la Copa Sudamericana 2019. Tras los malos resultados cosechados en el campeonato de Primera División 2019, en mayo de 2019 fue anunciada su destitución como entrenador del conjunto puma.
Para septiembre del 2019 vuelve al Perú para dirigir al UTC de Cajamarca. En noviembre es designado como Director Técnico del Ayacucho FC, equipo de la Primera División del Perú. Club con el cual consigue ganar el Torneo Clausura 2020, siendo este su primer título como entrenador. 
El 16 de agosto fue nombrado como Director Técnico del club Cienciano de la Primera División de Perú. Tras quedar sin opciones de campeonar en el Apertura 2022, en junio de 2022 se anunció el fin de su contrato con Cienciano.
El 25 de noviembre de 2022 es anunciado como nuevo director técnico de Unión La Calera. Tras una irregular campaña, el 11 de mayo de 2023 se anuncia su despido del conjunto calerano. En enero de 2024 regresa al fútbol peruano, esta vez tomando la dirección técnica del Deportivo Garcilaso de la Primera División peruana. Sin embargo, transcurridas 3 fechas del torneo oficial, es cesado de su cargo luego de 3 derrotas consecutivas.

## Equipos
| Club                             | País  | Año       | PD  | PG | PE | PP | GF  | GC  | DG  | Efectividad |
| -------------------------------- | ----- | --------- | --- | -- | -- | -- | --- | --- | --- | ----------- |
| Sport Rosario                    | Perú  | 2016-2017 | 14  | 6  | 6  | 2  | 13  | 7   | +6  | 57.15%      |
| Deportivo Municipal              | Perú  | 2017      | 27  | 12 | 8  | 7  | 38  | 30  | +8  | 54.32%      |
| Deportes Antofagasta             | Chile | 2018-2019 | 48  | 17 | 15 | 16 | 64  | 59  | +5  | 45.84%      |
| Universidad Técnica de Cajamarca | Perú  | 2019      | 9   | 2  | 6  | 1  | 8   | 7   | +1  | 44.44%      |
| Ayacucho                         | Perú  | 2020      | 31  | 13 | 9  | 9  | 45  | 33  | +12 | 51.62%      |
| Cienciano                        | Perú  | 2021-2022 | 29  | 12 | 11 | 6  | 54  | 36  | +18 | 54.02%      |
| Unión La Calera                  | Chile | 2023      | 14  | 3  | 8  | 3  | 18  | 19  | -1  | 40.48%      |
| Cienciano                        | Perú  | 2023      | 14  | 4  | 4  | 6  | 12  | 15  | -3  | 38.09%      |
| Deportivo Garcilaso              | Perú  | 2024      | 3   | 0  | 0  | 3  | 0   | 5   | -5  | 0%          |
| Alianza Atlético                 | Perú  | 2024-Act. | 41  | 20 | 10 | 11 | 48  | 37  | +11 | 56.91%      |
| Total                            | Total | Total     | 230 | 89 | 77 | 64 | 303 | 251 | +52 | 49.86%      |

## Palmarés

### Como entrenador

#### Torneos cortos
| Título          | Club        | País | Año  |
| --------------- | ----------- | ---- | ---- |
| Torneo Clausura | Ayacucho FC | Perú | 2020 |

### Distinciones individuales
| Distinción                               | Año  |
| ---------------------------------------- | ---- |
| Nominado a mejor DT del año de la Liga 1 | 2020 |

## Vida personal
Es hermano mayor del exfutbolista Horacio Ameli.